# NGC 7356
NGC 7356 في الفهرس العام الجديد، هي مجرة، تقع في كوكبة الفرس الأعظم. اكتشفت في 4 أكتوبر 1883 بواسطة إدوارد ستيفان.

## روابط خارجية
- NGC 7356 على موقع ويكي سكاي: DSS2, SDSS, GALEX, IRAS, Hydrogen α, X-Ray, Astrophoto, Sky Map, Articles and images